# Oedaleus miniatus
Oedaleus miniatus är en insektsart som beskrevs av Boris Petrovich Uvarov 1930. Oedaleus miniatus ingår i släktet Oedaleus och familjen gräshoppor. Inga underarter finns listade i Catalogue of Life.